# Втора балканска социалдемократическа конференция
Втората балканска социалдемократическа конференция е конференция на социалистически организации от Балканите, проведена в Букурещ на юли 1915 година.
Заради затрудненото от започналата Първа световна война пътуване, тя има по-ограничен кръг участници от Първата балканска социалдемократическа конференция от 1910 година – в нея участват представители на Румънската социалдемократическа партия и Българската работническа социалдемократическа партия (тесни социалисти), както и Аристотелис Сидерис като представител на две гръцки социалистически групи.
Конференцията се потвърждава позицията на Първата конференция за създаване на Балканска федеративна република и създава Балканска работническа социалдемократическа федерация, чиято дейност обаче е ограничена, заради войната.